# Рузаков, Георгий Андреевич
Георгий Андреевич Рузаков — советский хозяйственный, государственный и политический деятель, Герой Социалистического Труда.

## Биография
Родился в 1895 году в селе Новоалександровка. Член ВКП(б).
С 1910 года — на хозяйственной, общественной и политической работе. В 1910—1951 гг. — крестьянин. участник Первой мировой войны, участник Гражданской войны, вновь крестьянин, плотник, колхозник, председатель сельского Совета, председатель колхоза «Бедняк», заведующий районным отделом сельского хозяйства Минусинского райсовета Красноярского края, председатель Минусинского райисполкома.
Указом Президиума Верховного Совета СССР от 7 января 1948 года присвоено звание Героя Социалистического Труда с вручением ордена Ленина и золотой медали «Серп и Молот».
Умер в 1954 году.